# Justus Siegismund
Justus Siegismund (* 25. Juni 1851 in Leipzig; † 3. März 1876 bei Hagios Tychonas, Zypern) war ein deutscher Philologe.

## Leben
Siegismund wurde 1851 in Leipzig als Sohn eines Handwerkers geboren. Aufgrund von Pigmentproblemen der Augen hatte er Probleme mit dem Sehen und galt als „lichtscheu“. Er besuchte die Thomasschule zu Leipzig. Nach dem Abitur studierte er Klassische Philologie unter anderem bei Georg Curtius an der Universität Leipzig. Er promovierte 1872 mit der Arbeit Quaestionum de Methathesi Graeca particula I. zum Dr. phil. Anschließend legte er mit Auszeichnung das Staatsexamen ab und wurde er Lehrer an der Nikolaischule in Leipzig und 1873 am Protestantischen Gymnasium Straßburg. Er unternahm Bildungsreisen nach Wien, Konstantinopel, Athen und Zypern. Auf Zypern untersuchte er gemeinsam mit Wilhelm Deecke die bislang unbekannten griechischen Inschriften der Insel. Die Arbeit wurde positiv in der Fachwelt aufgenommen und Siegismund erhielt ein Stipendium der sächsischen Regierung, um Griechenland und die ägäischen Inseln zu besuchen. Anschließend hielt er sich ab Januar 1876 erneut auf Zypern auf, über das er eine topographisch-historische Abhandlung verfassen wollte. Bei der Besichtigung eines phönizischen Grabes stürzte er und starb am Unfallort. Er wurde in Limassol beerdigt. Siegismunds Verdienste liegen auf dem Gebiet der Erforschung der altgriechischen Grammatik und der griechischen Inschriften.